# Play It Again, Charlie Brown
Toque De Novo, Charlie Brown (Play It Again, Charlie Brown, titulo original) é o sétimo especial de TV  para horário nobre, baseado na história em quadrinhos Peanuts , de Charles M. Schulz. Foi ao ar na CBS no dia 28 de março de 1971.
Este foi o primeiro especial de Peanuts a passar na televisão durante a década de 1970, e também o primeiro a focar em dois personagens que não seja Charlie Brown ou Snoopy. Neste especial é focado em Schroeder e Lucy. Também marcou a primeira vez que Peter Robbins, o dublador do Charlie Brown, foi substituído Chris Inglis, porque a voz de Robbins mudou após o especial Foi um Verão Curto, Charlie Brown. Os outros dubladores que estavam desde o especial O Natal de Charlie Brown também foram substituídos, exceto Bill Melendez. Ele foi o único ator original que continuou trabalhando, até sua morte em 2 de setembro de 2008. No entanto, suas gravações foram usadas em outros especiais de Peanuts .
No Brasil foi exibido pelo SBT na década de 80 (com dublagem da Maga) e pela Rede Record entre 2007 e 2008 (com dublagem da VTI), além de ter sido veiculado em fitas VHS (também na década de 80) e posteriormente em DVD.

## Enredo
A história gira em torno nas tentativas de Lucy em conquistar Schroeder, que só quer se concentrar em tocar piano e ser deixado em paz. Frustrada com seus fracassos, Lucy desabafa com Sally, Charlie Brown, Frida, Snoopy e Patty Pimentinha sobre sua situação, e Patty tem uma ideia: convida-lo para tocar piano em no próximo show do PTA . Lucy concorda com a ideia e volta para dizer a Schroeder, que se interessa pela ideia, e depois de agradecer, Lucy começa a ensaiar imediatamente junto com seus amigos.

## Dubladores

### EUA
- Danny Hjeim como Schroeder
- Pamelyn Ferdin como Lucy van Pelt
- Stephen Shea como Linus van Pelt
- Lynda Mendelson como Frieda
- Hilary Momberger como Sally Brown
- Chris Inglis como Charlie Brown / Pig-Pen
- Christopher DeFaria como Peppermint Patty
- Bill Melendez como Snoopy
- Voz feminina sem nome como reuniões de PTA em latas de spray

### Brasil (Maga)
- Marcelo Gastaldi - Charlie Brown
- Telma Lúcia - Lino
- Lúcia Helena - Lucy
- Carlos Seidl - Schroeder
- Sandra Mara Azevedo - Patty Pimentinha
- Leda Figueiró - Sally (Isaura)

## Trilha Sonora
Não houve, nenhum lançamento oficial da trilha sonora deste especial. No entanto, em meados de 2000, as fitas das sessões de gravação dos sete especiais de Peanuts dos anos 1970, composto por Vince Guaraldi, foram descobertas por seu filho, David Guaraldi. A música tema deste especial (também conhecida como "Nota  5") foi lançada em 2007 no álbum de compilação, Vince Guaraldi, e As Notas Perdidas, dos Especiais de Televisão do Charlie Brown.
O cravo Lillian Steuber tocou as musicas de Beethoven durante o especial.

## Créditos
- Criado e escrito por: Charles M. Schulz
- Realizado por: Bill Melendez
- Produzido por: Lee Mendelson e Bill Melendez
- Partitura composta por: Ludwig van Beethoven, Vince Guaraldi
- Conduzido por: John Scott Trotter
- Beethoven Sonatas Jogado por: Lillian Steuber
- Graphic Blandishment: Ed Levitt, Bernard Gruver, Evert Brown, Dean Spille, Frank Smith, Rudy Zamora, Don Lusk, Bill Littlejohn, Emery Hawkins, Al Pabian, Sam Jaimes, Beverly Robbins, Eleanor Warren, Carole Barnes, Faith Kovaleski, Manon Washburn
- Edição: Bob Gillis, Chuck McCann, Rudy Zamora, Jr.
- Som:
  - Gravadores de rádio, Sid Nicholas
  - Gravadores Unidos, Arte Becker
  - Serviço de som de produtores, Don Minkler
- Câmera: Dickson / Vasu
- Em cooperação com o United Feature Syndicate
- O FIM "Toque de novo, Charlie Brown" © 1971 United Feature Syndicate

## Mídia
Toque De Novo, Charlie Brown, foi lançado como parte do DVD, Coleção de Peanuts de 1970, Volume Um.